# Stelis canae
Stelis canae är en orkidéart som först beskrevs av Oakes Ames, och fick sitt nu gällande namn av Alec M. Pridgeon och Mark W. Chase. Stelis canae ingår i släktet Stelis och familjen orkidéer. Inga underarter finns listade i Catalogue of Life.